# Albert Bandura

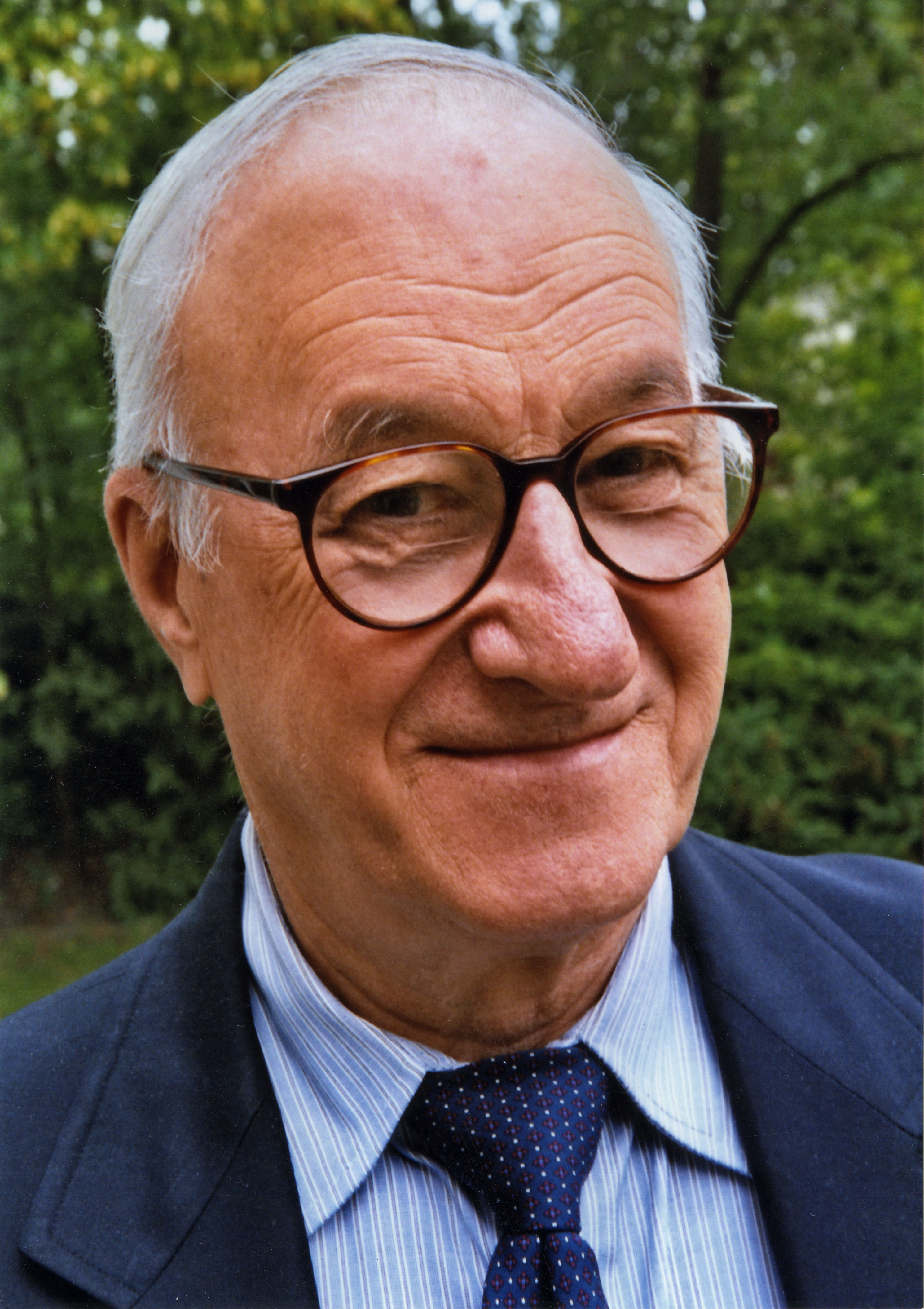
Albert Bandura (2005)

Albert Bandura OC (* 4. Dezember 1925 in Mundare, Zentral-Alberta; † 26. Juli 2021 in Stanford, Kalifornien) war ein kanadischer Psychologe. Er gilt als Entwickler der sozial-kognitiven Lerntheorie und prägte die Begrifflichkeit der Selbstwirksamkeitserwartung (englisch self-efficacy). Des Weiteren ist er für die Durchführung des berühmten Bobo-Doll-Experiments bekannt.

## Leben
Albert Bandura wurde im Dezember 1925 als Sohn zweier osteuropäischer Einwanderer geboren und war neben seinen fünf älteren Schwestern der einzige Sohn der Familie. Der Vater, Joseph Bandura, stammte aus Krakau und arbeitete für die transkanadische Eisenbahn, die Mutter, Justyna Bandura, war ukrainischer Abstammung. Trotz eingeschränkter Bildungsmöglichkeiten in seinem Geburtsort Mundare (in der Nähe von Edmonton) mit ungefähr 400 Einwohnern entwickelte er unabhängiges und selbständiges Lernen, was ihm in seiner späteren Karriere half.
Er erhielt 1949 seinen Bachelor für Psychologie an der University of British Columbia und studierte anschließend an der University of Iowa, wo er 1951 seinen Master und 1952 seinen Doktorgrad (Ph.D.) in Psychologie erhielt. Ein Jahr darauf erhielt er einen Ruf an die Stanford University, wo er bis zuletzt wirkte. 1974 wurde er zum Präsidenten der American Psychological Association gewählt.
Bandura war von 1952 bis zu deren Tod mit der Krankenschwester Virginia Belle (1921–2011) verheiratet; das Paar hatte zwei Töchter.
Bandura wird zu den bedeutendsten Psychologen des 20. Jahrhunderts gezählt. Eine 2002 in der Zeitschrift Review of General Psychology veröffentlichte Rangliste platzierte ihn diesbezüglich nach B. F. Skinner, Sigmund Freud und Jean Piaget an vierter Stelle.
Am 26. Juli 2021 starb Bandura im Alter von 95 Jahren an Herzinsuffizienz.

## Werk
Während seiner Zeit an der University of Iowa wurde Bandura vom Lerntheoretiker Kenneth W. Spence beeinflusst, trotzdem galt Banduras Hauptinteresse weiter der Klinischen Psychologie.
Sein Interesse für die Lernpsychologie wurde durch das Buch Social Learning and Imitation von Neal E. Miller und John Dollard (1941) geweckt. Diese nutzten die behavioristische Lerntheorie als Basis, um das Phänomen des sozialen Lernens und Imitierens zu erklären. Ihre Annahmen zu diesem Thema dominierten die psychologische Literatur nahezu zwei Jahrzehnte. Erst in den frühen 1960er Jahren begann Bandura diese Erklärungen zu verändern, indem er von einem Lernen durch Beobachtung sprach. Dies bezog er auch auf aggressives Verhalten. Modelle sind eine wichtige Quelle, um neues Verhalten zu lernen, das Lernen am Modell prägt das Verhalten. Wer etwa bestimmte Reaktionen auf feindliches Verhalten gespeichert hat, verfügt über keine anderen Verhaltensweisen.
Seine Forschungen zusammen mit Richard H. Walters (1918–1967) wurden festgehalten in Adolescent Aggression (1959) und Aggression: A Social Learning Analysis (1973). Gegen die behavioristische Theorie sah Bandura die Quelle aggressiven Verhaltens in der Imitation und setzte in der Aggressionsforschung die entscheidende Rolle des sozialen Lernens von aggressivem Verhalten neben Trieb und Frustration als dessen Auslöser durch. Bandura machte 1961 ein kontroverses Experiment, das Bobo doll Experiment, ein Meilenstein auf dem Weg zur Kognitiven Psychologie. Es zeigte, wie sehr Erwachsene das aggressive Verhalten ihrer Kinder prägen. Dann veröffentlichte er 1963 Social Learning and Personality Development.
Ab 1977 veröffentlichte Bandura schrittweise seine Theorie sozialen Lernens, womit er die Psychologie in den 1980er Jahren stark beeinflusste, durch die Sozialkognitive Lerntheorie: Am Beginn stand Social Learning Theory, worin er Individuen als selbstorganisierend, proaktiv, selbstreflexiv und selbstregulierend auffasste, also insgesamt wenig von äußeren Kräften gesteuert. Er entwarf eine dreifache reziproke Kausalität, die das menschliche Verhalten beeinflusst: kognitive, affektive und biologische Ereignisse. Diese Ideen führten ihn auf den Begriff der Selbstwirksamkeit, wofür er die Konzepte und prägenden Begriffe entwarf, so die Selbstwirksamkeitserwartung. Diese Studien bilden auch eine wichtige theoretische Basis für das Konzept der Patientenkompetenz. Ausgangspunkt war der Prozess, wenn Angstzustände sich etwa zur Schlangenphobie steigern, wobei Bandura feststellte, dass Selbstwirksamkeitsüberzeugungen das Verhalten und das Aufkommen der Zustände veränderten. Mit dem Buch Social Foundations of Thought and Action: A Social Cognitive Theory (1986) führte er die sozialkognitive Theorie weiter aus, 1997 schloss er sie mit einer praktischen Anleitung mit dem Titel Self-efficacy: The exercise of control ab. Sein Konzept der Selbsteffizienz findet auch im Design Thinking Anwendung.

## Erfolge und Auszeichnungen
Bandura, der seit den 1950er Jahren an der Stanford University arbeitete, galt als einer der führenden Psychologen des späten zwanzigsten Jahrhunderts. Er erhielt zahlreiche Auszeichnungen und Anerkennungen für seine Arbeit und war Mitglied verschiedener wissenschaftlicher Gesellschaften.
1974 wurde er zum Präsidenten der American Psychological Association ernannt. 1980 wurde er in die American Academy of Arts and Sciences aufgenommen. 1990 wurde ihm von der Freien Universität Berlin die Ehrendoktorwürde verliehen, da er „… das Verständnis bedeutungsvoller Lernvorgänge, emotionaler Prozesse und menschlicher Verhaltensänderungen entscheidend verbessert [hat].“ 2004 erhielt er die Auszeichnung Award for Outstanding Lifetime Contributions to Psychology der American Psychological Association sowie eine Honorarprofessur der Universität von Athen. 2008 wurde ihm der Grawemeyer Award in Psychologie verliehen.
2014 wurde Bandura zum Officer des Order of Canada, Kanadas höchste Auszeichnung für Zivilpersonen, ernannt. Anfang 2016 wurde er mit der National Medal of Science ausgezeichnet. 2019 verlieh ihm die Universität Grenoble die Ehrendoktorwürde.

## Schriften (Auswahl)
- mit Richard H. Walters: Adolescent aggression, New York: Ronald Press, 1959.
- mit R. H. Walters: Social learning and personality development, New York: Holt, Rinehart & Winston, 1963.
- Principles of behavior modification, New York: Holt, Rinehart & Winston, 1969.
- (Hrsg.): Psychological modeling: Conflicting theories, (Chicago 1971). Routledge 2017, ISBN 978-0-202-30848-7.
- Aggression: social learning analysis, Englewood Cliffs, N.J.: Prentice-Hall, 1973.
- Social learning theory, Englewood Cliffs, N.J.: Prentice-Hall, 1977.
- Social foundations of thought and action: A social cognitive theory, Englewood Cliffs, N.J.: Prentice-Hall, 1986.
- (Hrsg.): Self-efficacy in changing societies, New York: Cambridge University Press, 1995.
- Self-efficacy: The exercise of control, New York: Freeman, 1997, 2002, ISBN 978-0-7167-2850-4.
  - Lernen am Modell. Ansätze zu einer sozial-kognitiven Lerntheorie. Klett, Stuttgart 1976, ISBN 3-12-920590-X.
  - Sozial-kognitive Lerntheorie. Klett-Cotta (Konzepte der Humanwissenschaften), Stuttgart 1979, ISBN 3-12-920511-X.
- Moral Disengagement. How People Do Harm and Live with Themselves. Worth Publishers, New York 2015.